# Colophotia
Colophotia is een geslacht van kevers uit de familie glimwormen (Lampyridae). Het geslacht werd voor het eerst wetenschappelijk beschreven in 1853 door Motschulsky.

## Soorten
- Colophotia bakeri Pic, 1924[2]
- Colophotia brachyura E.Olivier, 1886[3]
- Colophotia brevis Olivier, 1903[4]
- Colophotia concolor E.Olivier, 1886[3]
- Colophotia elongata Pic, 1926[5]
- Colophotia miranda E.Olivier, 1886[3]
- Colophotia nigripennis Wittmer, 1939[6]
- Colophotia plagiata (Erichson, 1834)[7]
- Colophotia praeusta (Eschscholtz, 1822)
  - = Lampyris praeusta Eschscholtz, 1822[8]
  - = Colophotia particulariventris Pic, 1938[9]
- Colophotia miranda Olivier, 1886[3]
- Colophotia truncata E.Olivier, 1886[3]

### Synoniemen
- Colophotia perplexa Walker, 1858 => Luciola perplexa (Walker, 1858) => Abscondita perplexa (Walker, 1858)